# مراد كايا (فنان قصص مصورة)
مراد كايا (بالألمانية: Murat Kaya) هو فنان قصص مصورة ألماني، ولد في 15 فبراير 1971 في هامبورغ في ألمانيا.

## سيرته[1]
درس كايا التصميم الصناعي في Hochschule für bildende Künste Hamburg، ثم تخصص في مجال الرسوم التوضيحية في Hochschule für Angewandte Wissenschaften Hamburg. كما درس علم الأحياء والتربية في جامعة هامبورغ .
إلى جانب عمله في مجال القصص المصورة، يشغل كايا منصب المدير التنفيذي لشركة "ZEBRUIN - Murat Kaya GbR" منذ عام 2008، وهي شركة متخصصة في تصميم الألعاب والإنتاج الفني. كما عمل كفنان مفاهيم في شركة Bigpoint GmbH منذ عام 2009. تتضمن خبراته السابقة العمل كمخرج فني ومصمم فلاش في دار النشر Ach & Krach Verlag GmbH .XING

## أبرز أعماله[2]
- Überleben mit Heuschnupfen (2001): كتاب فكاهي يتناول بأسلوب ساخر تجربة العيش مع حساسية حبوب اللقاح.
- Liebesgrüße von der Ex (2003): مجموعة قصص مصورة تتناول العلاقات العاطفية السابقة بروح فكاهية.

بالإضافة إلى ذلك، نشر كايا قصصًا قصيرة مثل سلسلة "Zebruin" في مجلات ألمانية مثل "Wieselflink".Wikipedia

## الجوائز والتقدير[2]
في عام 2005، حصل كايا على المركز الرابع في ورشة العمل الفنية "Die Kunst des SPIEGEL" التي نظمتها مجلة Der Spiegel، عن رسمه التوضيحي بعنوان "هوس العلامات التجارية: أطفال ألمانيا المكلفون" (Der Markenwahn: Deutschlands teure Kinder) .Wikipédia+3Wikipedia+3Wikipédia+3